# Marta Tjumalo
Marta Tjumalo (ukrainska: Марта Чумало) är en ukrainsk genusexpert, feminist, samt medgrundare, biträdande chef, projektledare och psykolog för Center "Women's Perspectives" (ukrainska: Жіночі перспективи). En aktivist för att skydda kvinnor från våld i hemmet, expert på genuspolitik i kampanjen mot sexism "Respekt" . Den första ukrainska kvinnan som tilldelats Olof Palmepriset för enastående prestationer inom mänskliga rättigheter  .